# 에스티 엑스프레스

에스티 엑스프레스의 로고

《에스티 엑스프레스》(에스토니아어: Eesti Ekspress)는 소련의 에스토니아 소비에트 사회주의 공화국 시대에 최초로 정치적으로 독립된 상태에서 발행된 신문이었으며, 이후 2010년 3월에는 신문에서 잡지로 바뀌게 된다.

## 역사
《에스티 엑스프레스》는 1989년에 만들어졌으며, 1989년 9월 22일에 첫 신문이 발행되었다. 미하일 고르바초프가 페레스트로이카와 글라스노스트 정책을 이용하였고, 한스 H. 루이크 등에 의해 주간 신문 형태로 창간되었다. 본사는 탈린에 있으며, 출판사인 AS 에스티 아얄레헤드에서 발행되었다. 많은 부록을 가지고 있으나, 본질적으로는 주간 신문이다. 2014년 4월 30일에는 발행일이 목요일에서 수요일로 바뀌었다.